# Brachypogon herati
Brachypogon herati är en tvåvingeart som beskrevs av Navai 1997. Brachypogon herati ingår i släktet Brachypogon och familjen svidknott.
Artens utbredningsområde är Afghanistan. Inga underarter finns listade i Catalogue of Life.